# Kurtamysch
Kurtamysch (russisch Куртамыш) ist eine Stadt in der Oblast Kurgan (Russland) mit 17.099 Einwohnern (Stand 14. Oktober 2010).

## Geographie
Die Stadt liegt östlich des Ural, im Südwesten des Westsibirischen Tieflandes, etwa 80 km südwestlich der Oblasthauptstadt Kurgan am Kurtamysch, einem linken Nebenfluss des Tobol. Das Klima ist kontinental.
Die Stadt Kurtamysch ist Verwaltungszentrum des Rajons Kurtamyschski.

## Geschichte
Kurtamysch entstand 1745 als befestigte Siedlung am gleichnamigen Fluss. Im Jahre 1762 wurde der Ort bereits als Kurtamyschskaja sloboda (Куртамышская слобода; sloboda bezeichnet eine Handelssiedlung) erwähnt. Die Bezeichnung hat ihren Ursprung wahrscheinlich in einem turksprachigen Personennamen. 1956 erhielt der Ort Stadtrecht.

### Bevölkerungsentwicklung
| Jahr | Einwohner |
| ---- | --------- |
| 1939 | 8.601     |
| 1959 | 12.330    |
| 1970 | 16.340    |
| 1979 | 17.191    |
| 1989 | 19.155    |
| 2002 | 18.154    |
| 2010 | 17.099    |

Anmerkung: Volkszählungsdaten

## Kultur, Bildung und Sehenswürdigkeiten
In Kurtamysch gibt es ein nach Nikolai Tomin (1886–1924), einem in der Nähe geborenen Befehlshaber der Roten Armee im Russischen Bürgerkrieg, benanntes Heimatmuseum.

## Wirtschaft
Im Ort existieren Bauwirtschaft sowie Leicht- und Lebensmittelindustrie. In der Umgebung wird Landwirtschaft (v. a. Weizen, Schafe, Rinder) betrieben.